# Wolfsschanze

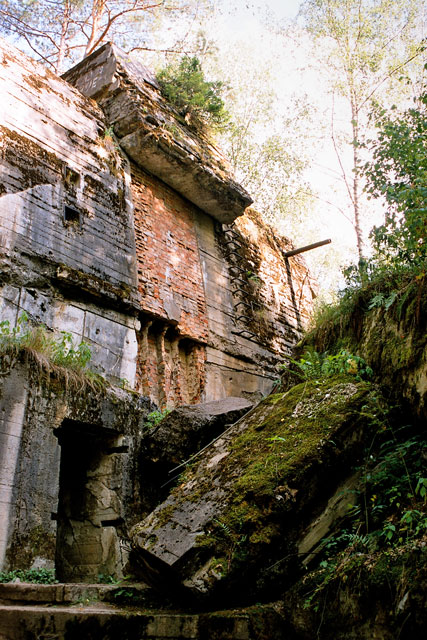
Een stuk van de Wolfsschanze

De Wolfsschanze was een hoofdkwartier in Görlitz in Ostpreußen waar Adolf Hitler meer dan 800 dagen (2/3 van de tijd) verbleef in de periode van 23 juni 1941 tot 20 november 1944, tijdens de Tweede Wereldoorlog. Het was gebouwd voor het offensief van de Wehrmacht in 1941 tegen de Sovjet-Unie en werd verlaten in 1944 toen de Sovjettroepen Oost-Pruisen naderden.
Naast de Führerbunker bevonden zich in het complex gebouwen voor andere nazikopstukken, de lijfwachten van de Führer en eventuele gasten. De bepantserde trein van Hitler (de Führersonderzug) bereikte het complex via de spoorlijn van Rastenburg naar Angerburg. 
De overblijfselen van het complex bevinden zich in het huidige Polen in het dorp Gierłoż (Duits: Görlitz) vlak bij Kętrzyn (Duits: Rastenburg), een gebied dat destijds een onderdeel was van de Duitse provincie Oost-Pruisen. Het complex bestond uit een groep bunkers en versterkte gebouwen in een dichtbebost gebied, omringd door enkele ringen van prikkeldraad. Dicht bij het complex lag een vliegveld. 

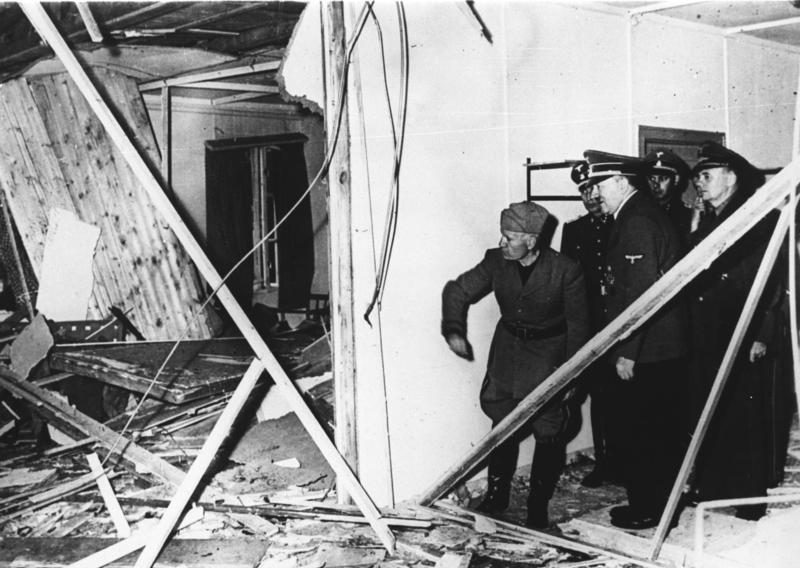
Hitler toont de door de bomaanslag aangerichte ravage aan Benito Mussolini.

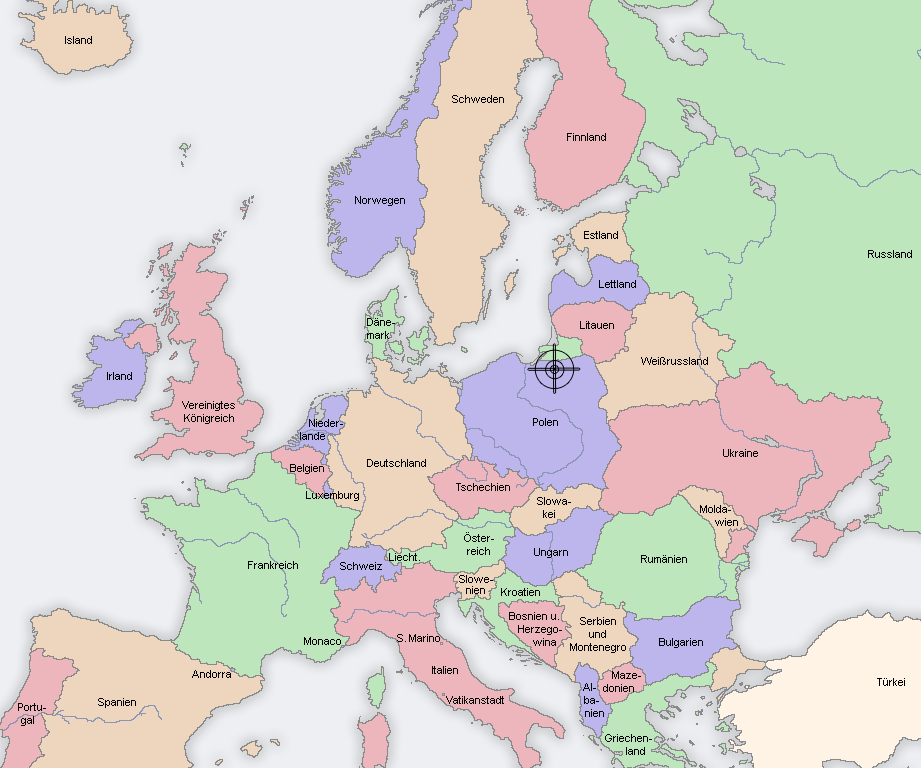
De ligging van de Wolfsschanze

## Aanslag op Adolf Hitler
Hoewel het een zwaar beveiligd complex was, werd er op 20 juli 1944 in het Pruisische hoofdkwartier een bomaanslag op Hitler gepleegd door een groep officieren onder leiding van kolonel Claus von Stauffenberg. De aanslag mislukte, doordat de bom onder een zware tafel stond. Er vielen enkele doden maar Hitler werd slechts lichtgewond.
Het hele complex is ernstig beschadigd door de Duitsers zelf tijdens de terugtrekking, omdat Hitler het te waardevol achtte om door de Sovjets te laten gebruiken. Ondanks de schade blijft het een interessante toeristische attractie. Er is een monument te vinden dat de aanslag op 20 juli 1944 herdenkt.
Adlerhorst ·
Anlage Mitte ·
Anlage Süd ·
Bärenhöhle ·
Felsennest ·
Siegfried ·
Tannenberg ·
Waldwiese ·
Wasserburg ·
Werwolf ·
Wolfsschanze ·
Wolfsschlucht I ·
Wolfsschlucht II

Andere verblijfsplaatsen van Adolf Hitler: Berghof ·
Rijkskanselarij (met Führerbunker)
- Gemeinsame Normdatei: 4242295-4
- Library of Congress Control Number: n00042533
- Nationale Bibliotheek van Israël: 987007478085705171
- Système universitaire de documentation: 070460655
- Virtual International Authority File: 140683933